# Amselia heringi
Amselia heringi is een vlinder uit de familie grasmotten (Crambidae). De wetenschappelijke naam van deze soort is voor het eerst geldig gepubliceerd in 1935 door Amsel.
De soort komt voor in tropisch Afrika.